# Agkistrocerus megerlei
Agkistrocerus megerlei är en tvåvingeart som först beskrevs av Christian Rudolph Wilhelm Wiedemann 1828.  Agkistrocerus megerlei ingår i släktet Agkistrocerus och familjen bromsar. Inga underarter finns listade i Catalogue of Life.